# Cobi (przedsiębiorstwo)
Cobi S.A. – polski producent zabawek dla dzieci.
Siedziba spółki Cobi znajduje się w Warszawie, natomiast jej zakład produkcyjny (COBI Factory S.A.) w Mielcu, na terenie Specjalnej Strefy Ekonomicznej Euro-Park Mielec. Przedsiębiorstwo jest znane przede wszystkim z produkcji plastikowych klocków składanych razem za pomocą systemu wypustek i odpowiadającym im gniazd, pozwalających na uzyskiwanie wielu możliwych kombinacji połączeń. Cobi jest drugim w Europie, a trzecim na świecie producentem tego typu zabawek.

## Historia
Przedsiębiorstwo powstało w 1987 roku pod firmą Ertrob. Jego założycielem jest Robert Podleś, który przed utworzeniem przedsiębiorstwa zajmował się sprowadzaniem automatów do gier do prywatnego barakowozu. Początkowo produkowano gry planszowe i puzzle. Z czasem zaczęło wprowadzać na rynek polski zabawki zagranicznych marek, m.in. Hasbro, Matchbox, Tyco. W 1992 roku powołało spółkę zależną Cobert, która zajmuje się wytwarzaniem specjalistycznych form wtryskowych z plastiku. W tym samym roku rozpoczęła produkcję klocków Cobi, które są zamienne z klockami Lego.

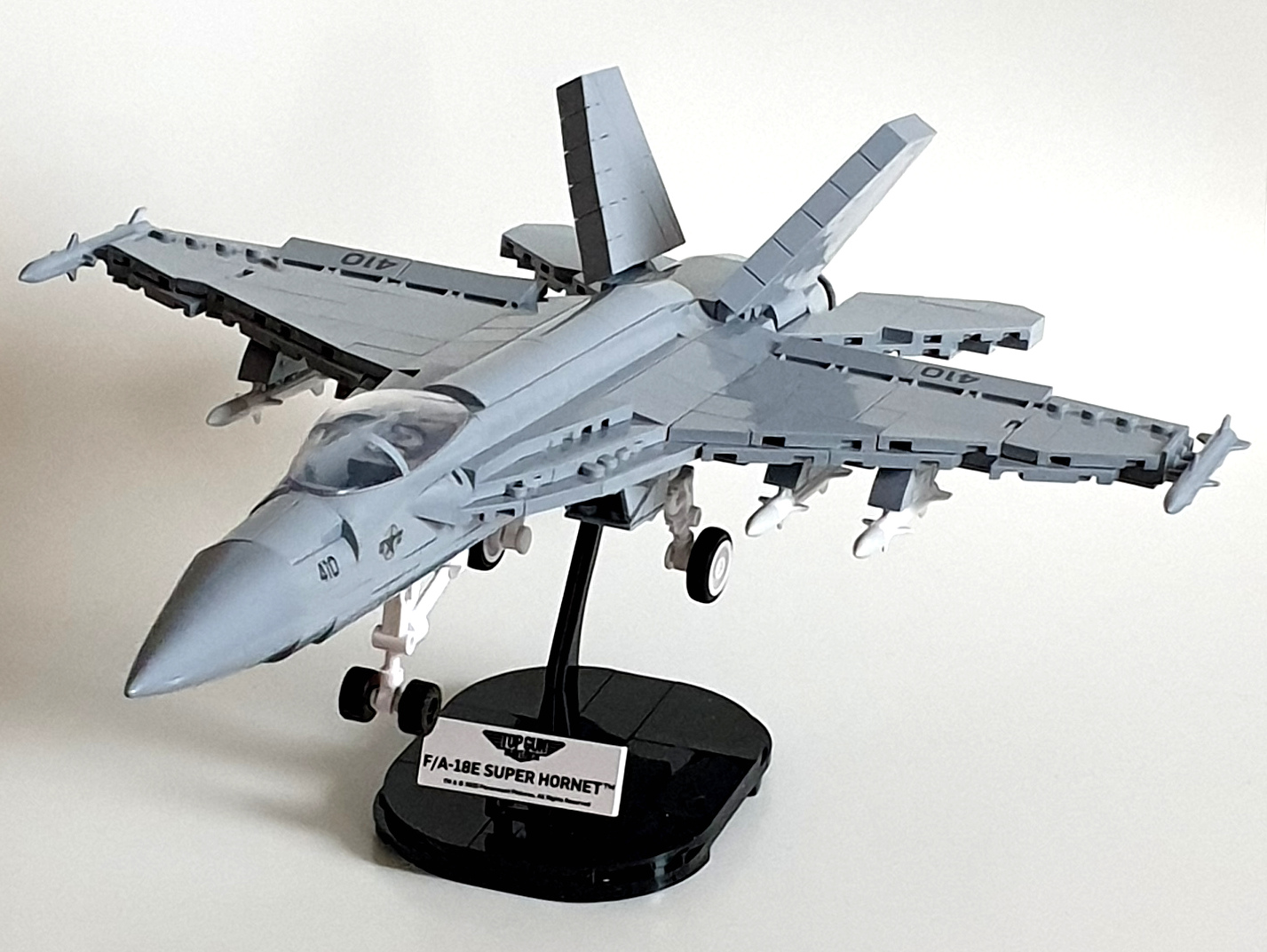
Jeden z produktów Cobi

W związku z rozwojem marki klocków Cobi od połowy lat 90. XX wieku spółka skoncentrowała swoje działania głównie na ich produkcji oraz upowszechnieniu tego produktu na rynkach krajów ościennych. W 1996 roku otwarto zakład produkcyjny w Mielcu, a w 1998 roku rozpoczęto eksport zabawek m.in. do Czech, Słowacji, Rosji, Francji i Niemiec.
W 2001 roku spółka utworzyła filie w Czechach i na Słowacji.W 2002 roku stworzono grę komputerową "Mała Armia". W 2006 roku Cobi połączyła się z angielskim producentem zabawek Best-Lock, co pozwoliło jej na wejście na rynki Ameryki Północnej i Azji. Dzięki tej fuzji klocki Cobi pojawiły się w sklepach międzynarodowej sieci sklepów Toys „R” Us. Od połowy lat 90. do 2011 roku firma sądziła się z Lego o kształt klocków i figurek. Obecnie Cobi rozprowadza swoje produkty w prawie 50 krajach na świecie.

## Opis
Cobi produkuje takie serie klocków jak m.in. WW2 kolekcja historyczna, WW1 kolekcja historyczna, Top Gun, Maserati, Skoda, Titanic, Gry klockowe, Wojna w Wietnamie, Wojna w Korei, Armed Forces, Youngtimer Collection, Nasa, Concorde, Citroën oraz serię Trains z historycznymi pociągami. W 2024 roku stworzyli serię klocków we współpracy z InPost.